# Ammophilomima montana
Ammophilomima montana är en tvåvingeart som beskrevs av Emile Janssens 1955. Ammophilomima montana ingår i släktet Ammophilomima och familjen rovflugor.
Artens utbredningsområde är Burundi. Inga underarter finns listade i Catalogue of Life.